# Nika Sichinava
Nika Sichinava (in georgiano ნიკა სიჭინავა?; Kutaisi, 17 luglio 1994) è un calciatore georgiano, con passaporto ucraino, attaccante dello Sporting Kristina.

## Carriera
Il 22 marzo, a seguito della crisi russo-ucraina, utilizza la nuova regola FIFA che gli permette di accasarsi ad un'altra squadra sino al 30 giugno 2022, trasferendosi al KuPS. Nel ottobre 2023 firma per la squadra polacca del Pogoń-Sokół. A gennaio 2025 è passato in prova al Atyrau in Qazaqstan Prem'er Ligasy.

## Palmarès

### Individuale
- Miglior giocatore della Perša Liha: 1

2019-2020